# Erica Jong
Erica Jong (Nova York, Estats Units, 26 de març de 1942) és una escriptora de best-sellers nord-americana.
Després d'acabar els estudis de literatura anglesa a la Universitat de Colúmbia, va fer de professora a diverses universitats dels EUA, d'Àustria i d'Israel.
Encara que ja havia publicat poesia anteriorment (1971), va saltar a la fama el 1973 amb una primera novel·la, Por a volar, que ja ha venut 15 milions d'exemplars i que s'ha traduït a 27 idiomes. Es tracta d'un clàssic de l'erotisme femení, pel qual encara s'associa l'autora amb aquest tipus de literatura.
Erica ha continuat escrivint llibres, diversos dels quals han estat també supervendes, però més centrats en la realització personal de la dona, el seu lloc a la societat i la relació mare-filla. La novel·la més recent que ha escrit explica la història d'una família jueva als Estats Units.

## Vida personal
Filla de Seymour Mann (nom original Samuel Weisman), un músic jueu polonès, i la seva dona, Eda Mirsky, pintora i dissenyadora tèxtil, també jueva –la família de la qual va emigrar als Estats Units des de Rússia–, Erica Jong va créixer a Nova York. Té una germana més gran, Suzanna, casada amb un home de negocis libanès, Arthur Daou, i una germana petita, Claudia, casada amb Gideon Oberweger.
Jong s'ha casat quatre vegades. Els seus dos primers matrimonis (amb el seu company d'universitat Michael Werthman i amb Allan Jong, un psiquiatre xinès-americà) es descriuen a Fear of Flying. El seu tercer marit va ser Jonathan Fast, novel·lista i educador de treball social i fill del novel·lista Howard Fast (aquest matrimoni es descriu a How to Save Your Own Life i Parachutes and Kisses). Actualment està casada amb Ken Burrows, advocat divorcista de Nova York. La filla producte del seu tercer matrimoni, Molly Jong-Fast, ha publicat una novel·la (Normal Girl) i un llibre de memòries (The Sex Doctors in the Basement). Jong també és coneguda per una breu relació amb l'editor Andy Stewart, en aquell moment marit de Martha Stewart, episodi relatat en el llibre Seducing the Demon, publicat el 2006.
Jong va viure breument a Heidelberg, Alemanya, amb el seu segon marit, quan aquest es trobava destinat en una base militar nord-americana, i va relatar aquesta experiència en la seva primera novel·la, Fear of Flying. Va visitar Venècia amb freqüència i va escriure sobre aquesta ciutat a la novel·la Shylock's Daughter.
Actualment Erica Jong viu als Estats Units i passa temps entre Nova York i Weston, Connecticut.

## Obres

### Ficció
- Fear of Flying (1973)
- How to Save Your Own Life (1977)
- Fanny, Being the True History of the Adventures of Fanny Hackabout-Jones (1980)
- Megan's Book of Divorce (1984)
- Megan's Two Houses (1984)
- Parachutes & Kisses (1984)
- Shylock's Daughter (títol original Serenissima) (1987)
- Any Woman's Blues (1990)
- Inventing Memory (1997)
- Sappho's Leap (2003)
- Fear of Dying (2015)

### Poesia
- Fruits & Vegetables (1971, 1997)
- Half-Lives (1973)
- Loveroot (1975)
- At the Edge of the Body (1979)
- Ordinary Miracles (1983)

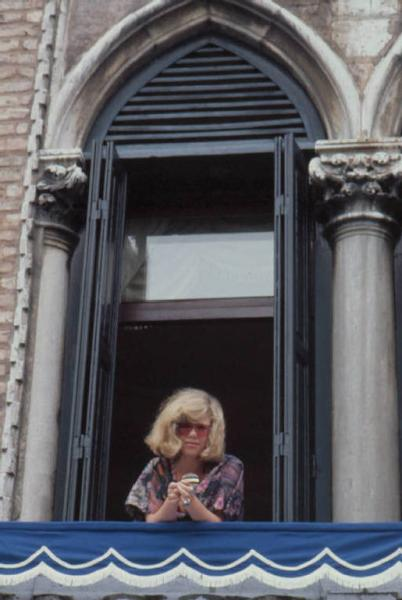
Erica Jong fotografiada a Venècia, dècada de 1970.

- Becoming Light: New and Selected (1991)
- Love Comes First (2009)

### No ficció
- Witches (1981, 1997, 1999)
- The Devil at Large: Erica Jong on Henry Miller (1993)
- Fear of Fifty: A Memoir (1994)
- What Do Women Want? Bread Roses Sex Power (1998)
- Seducing the Demon: Writing for My Life (2006)
- My Dirty Secret, assaig publicat en Bad Girls: 26 Writers Misbehave (2007)
- It Was Eight Years Ago Today (But It Seems Like Eighty) (2008)
- Sugar In My Bowl: Real Women Write About Real Sex (editora) (2011)

## Lloc web
- Erica Jong